# 宝德局
宝德局，清代在直隶省热河道承德府设立的一所铸造制钱的铸钱局。咸丰四年（1854年）开铸，咸丰五年（1855年）停铸。该局铸有咸丰通宝铁钱，咸丰重宝铁钱、铜钱及咸丰元宝铜钱。

## 历史
清代晚期，中国白银大量外流，银钱比价飞涨。清代初年，每两白银可抵制钱一千文左右，而咸丰帝登基前银价已经涨到了一两抵二千三百文。同时，为了应对太平天国叛乱，清政府军费激增；而政府以往倚重的滇铜（云南铜料）因道路阻隔而中断，造成铸钱原料不足。为了解决货币不足的问题，清政府决定发行虚值大钱:前言:X3。咸丰四年（1854年）五月，清政府命各省督抚、将军、都统、府尹等酌量开设官钱局。
热河道道台裕恒、刑部主事尹西铭为宝德局筹办总负责人，乌尔通阿、穆翰、胡佳芬、童遇春等人负责具体鼓铸事宜，金龄、景兰、章庆保、薛廉、黄谦受等人负责捐输事宜，金龄、沈惇义、陆宣负责办理官钱局。乌尔通阿和穆翰在热河街御道租赁一处院落，装修改造后作为宝德局局址。宝德局开设之初有大铜炉两座，小铜炉一座，咸丰四年八月二十六日开炉始铸钱币，铸钱配料为七成正铜、一成耗铜、二成白铅、一成黑钱，样式为户部颁发样式。九月初开始按卯试铸，铸造当百、当五十和当十大钱。九月二十九日，热河都统毓书请奏开设铁炉，铸造当五铁钱和小平铁钱。咸丰五年（1855年）正月，当百、当五十铜钱停铸，四月，当十铜钱缓铸，增设铁炉添铸当十铁钱:343-344。
宝德局铸钱主要通过两个渠道发行，一个是由都统银库、热河宫仓、热河道库直接发放为兵饷、官俸、公费等，另一个是由热河官钱局通过兑换间接投放。由于大钱虚值太多，热河商民不乐于使用，咸丰五年八月初二日停止鼓铸。

## 所铸钱币
| 面文     | 背文                                       | 钱质 | 始铸时间               | 停铸时间               | 其他说明 |
| -------- | ------------------------------------------ | ---- | ---------------------- | ---------------------- | -------- |
| 咸丰通宝 | 满文“ᠪᠣᠣ ᡩᡝ”（宝德）                       | 铁钱 | 咸丰四年（1854年）九月 | 咸丰五年（1855年）     | 部颁式   |
| 咸丰重宝 | 左右合为满文“ᠪᠣᠣ ᡩᡝ”，上下合为汉文“當五”   | 铜钱 |                        |                        |          |
| 咸丰重宝 | 左右合为满文“ᠪᠣᠣ ᡩᡝ”，上下合为汉文“當五”   | 铁钱 | 咸丰四年（1854年）九月 | 咸丰五年（1855年）八月 | 部颁式   |
| 咸丰重宝 | 左右合为满文“ᠪᠣᠣ ᡩᡝ”，上下合为汉文“當十”   | 铜钱 | 咸丰四年（1854年）八月 | 咸丰五年（1855年）四月 | 部颁式   |
| 咸丰重宝 | 左右合为满文“ᠪᠣᠣ ᡩᡝ”，上下合为汉文“當十”   | 铁钱 | 咸丰五年（1855年）四月 | 咸丰五年（1855年）八月 | 非部颁式 |
| 咸丰重宝 | 左右合为满文“ᠪᠣᠣ ᡩᡝ”，上下合为汉文“當五十” | 铜钱 | 咸丰四年（1854年）八月 | 咸丰五年（1855年）正月 | 部颁式   |
| 咸丰元宝 | 左右合为满文“ᠪᠣᠣ ᡩᡝ”，上下合为汉文“當百”   | 铜钱 | 咸丰四年（1854年）八月 | 咸丰五年（1855年）正月 | 部颁式   |

## 相关
《大钱图录》等书误称背满文“宝德”的清朝钱币为湖南省常德府所铸:343。